# Podnimis' nad suetoj!
Podnimis' nad suetoj! (in russo Поднимись над суетой!?) è il terzo album in studio della cantante russa Alla Pugačëva, pubblicato nel novembre 1980 dalla Melodija.

## Tracce
Musiche di Alla Pugačëva.
Lato A
1. Vse sily daže prilagaja – 2:35 (testo: Evgenij Evtušenko)
2. Vot tak slučilos', mama – 3:42 (testo: Oleg Miljavskij)
3. Papa kupil avtomobil' – 2:32 (testo: Oleg Miljavskij)
4. Tri želanja – 2:50 (testo: Diomid Kostjurin)
5. Čto ne možet sdelat' atom – 3:04 (testo: Woody Guthrie; testo russo: Tat'jana Sikorskaja)

Lato B
1. Zvëzdnoe leto – 4:43 (testo: Il'ja Reznik)
2. Leningrad – 3:08 (testo: Osip Mandel'štam)
3. Muzykant – 2:53 (testo: Osip Mandel'štam)
4. Podnimis' nad suetoj – 4:20 (testo: Il'ja Reznik)

## Classifiche

### Classifiche mensili
| Classifica (1981) | Posizione massima |
| ----------------- | ----------------- |
| Unione Sovietica  | 1                 |

### Classifiche di fine anno
| Classifica (1981) | Posizione |
| ----------------- | --------- |
| Unione Sovietica  | 1         |